# Montgeron
Montgeron település Franciaországban, Essonne megyében. Lakosainak száma 23 890 fő (2022. január 1.). Montgeron Villeneuve-Saint-Georges, Brunoy, Crosne, Draveil, Soisy-sur-Seine, Vigneux-sur-Seine és Yerres községekkel határos.

## Népesség
A település népességének változása:
| Lakosok száma | 23 565 | 23 727 | 24 261 | 23 775 | 23 775 | 23 760 | 23 943 | 23 800 | 23 890 |
|               | 2013   | 2015   | 2016   | 2017   | 2018   | 2019   | 2020   | 2021   | 2022   |